# Nikolaus Bardewik

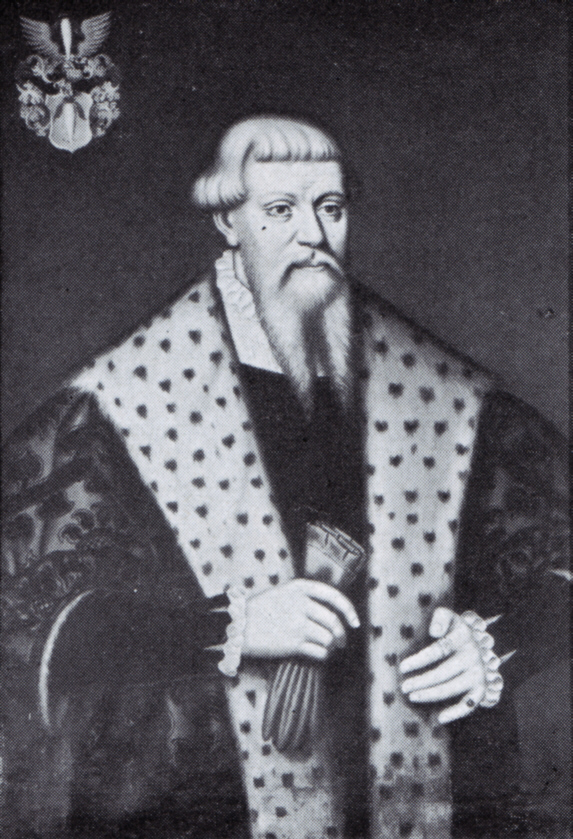
Nikolaus Bardewik in der Bürgermeistergalerie im Lübecker Rathaus

Nikolaus Bardewik (auch Nicolaus Bardewyck; * 1506 in Lüneburg; † 25. Juli 1560 in Odense) war ein Bürgermeister der Hansestadt Lübeck.

## Leben
Nikolaus Bardewik war der Sohn des Lüneburger Bürgermeisters Heinrich Bardewik. Diese Lüneburger Familie Bardewik ist mit dem älteren Lübecker Ratsgeschlecht von Bardewik, dessen prominentestes Mitglied der Kanzler und Lübecker Bürgermeister Albert von Bardewik war, nicht verwandt. Einer seiner Lüneburger Vorfahren war der dortige Ratsherr und Gerichtsvogt Hartwig Abbenburg († 1396), bzw. dessen Tochter Beata, die mit Ditmar Hoyemann junior verheiratet war.
Nikolaus Bardewik wurde 1527 in Lübeck in den Rat der Stadt gewählt. Als Ratsherr diente er seiner Stadt in vielfältigen Funktionen: 1532 war er gemeinsam mit dem Ratsherrn Gerhard Odingborg Befehlshaber der Lübecker Flotte und gemeinsam mit dem Ratsherrn aus dem Bürgerausschuss der 64er Godeke Engelstede als Gesandter der Stadt beim dänischen König Friedrich I. am Hofe in Kopenhagen. In den Wirren der Wullenweverzeit schied er 1534 für einige Monate aus dem Rat aus. In den Jahren 1535, 1536 und erneut 1544 war er Kämmereiherr. Weiter vertrat er die Stadt als Gesandter 1535 in Rostock, 1536 in Hamburg. 1536 nahm er am peinlichen Verhör Wullenwevers auf Schloss Rotenburg in Rotenburg (Wümme) teil.
Von 1537 bis 1543 war er Amtmann des Beiderstädtischen Amtes Bergedorf und von Mölln. 1544 wurde Bardewik zum Bürgermeister bestimmt. 1550 verhandelte er mit Herzog Franz I. von Sachsen-Lauenburg, der das Bistum Ratzeburg mit seinem neunjährigen Sohn besetzen wollte und dieses mit Gewalt durchzusetzen versuchte. 1554 lieh Bardewik den Domherren 4000 Taler, um den Ratzeburger Dom freizukaufen.
1560 war er als Gesandter bei König Friedrich II. auf dessen erstem Reichstag in Odense, wo er während der Mission verstarb. Sein Leichnam wurde unter großer Anteilnahme nach Lübeck überführt und am 2. August 1560 in der Jakobikirche beerdigt, deren Vorsteher er war. Er hatte ein Epitaph auf dem früheren Chor der Kirche. Johann Bocerus verfasste 1560 ein Trauergedicht für ihn und andere Mitglieder des Rats.
Bardewik war verheiratet mit Hedwig, einer Tochter des Bürgermeisters Thomas von Wickede, beide bewohnten das Haus Breite Straße 10. Das Ehepaar hatte eine Tochter, Clara, die Hansi von Lüneburg heiratete, welcher Patrizier in Lübeck war. Bardewik besaß einen Bauernhof in Westerau. Der Zirkelgesellschaft gehörte er seit 1525 an. Der  Bürgermeister und Rat zu Lübeck beurkunden auch mit der Schreibweise „Nicolaus Bardewyck“, die die Familie heute noch führt.
Sein Wappen im Norderschiff der Jakobikirche zeigt auf Gold eine schwarze Rübe mit grünen Blättern. Nach dem Senior Jacob von Melle soll die Rübe auf seinem früheren Epitaph dagegen weiß gewesen sein.